# Palude di Okefenokee

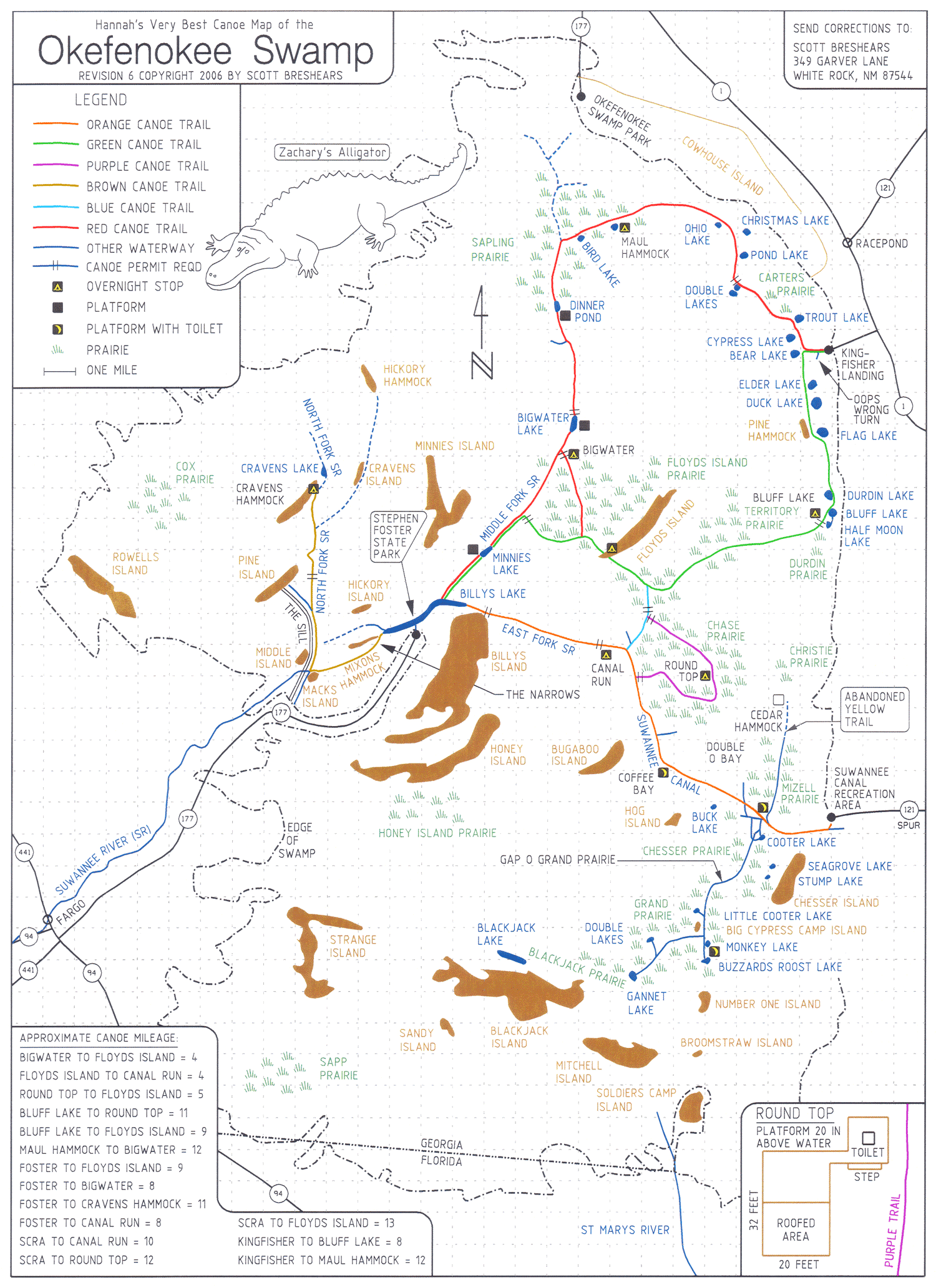
Pianta della Palude di Okefenokee.

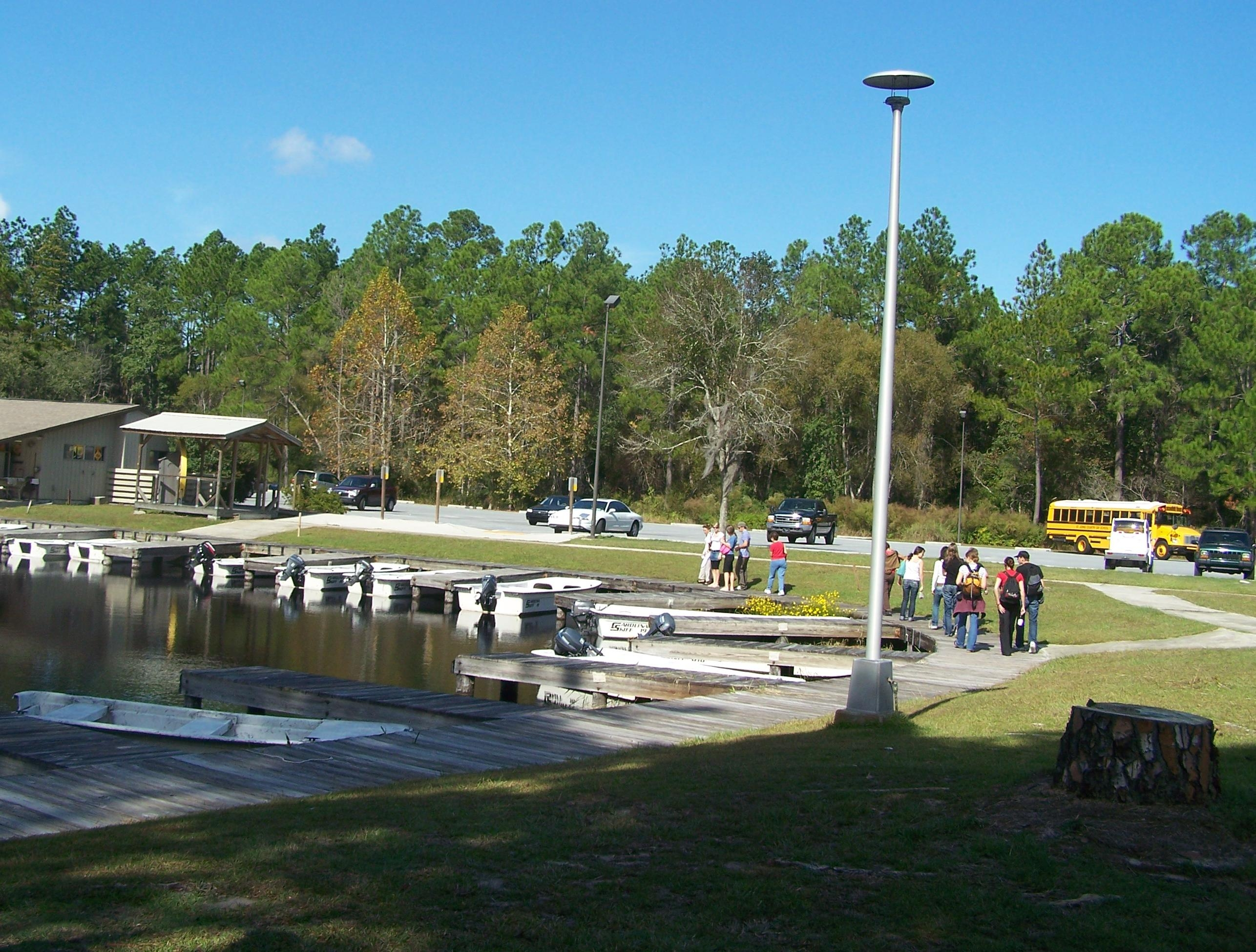
Entrata del Rifugio Nazionale di Okefenokee.

Le Paludi di Okefenokee (in inglese: Okefenokee Swamps) è un sistema di  paludi poco profonde, piene di torba, di 438.000 acri (1600 km²) che si estende tra i due  stati americani della Georgia e della Florida. Una gran parte della palude è protetta dal Refuge National de la faune sauvage d'Okefenokee e dall' Okefenokee Wilderness.

## Nome
Malgrado il folklore locale e molti testi indichino che il termine okefenokee sarebbe una parola di qualche lingua indiana, che significherebbe "terre traballanti", in realtà si tratta dell'anglicizzazione di un'espressione della lingua creek: oka fenoke, che significa "acqua mossa."

## Situazione e storia

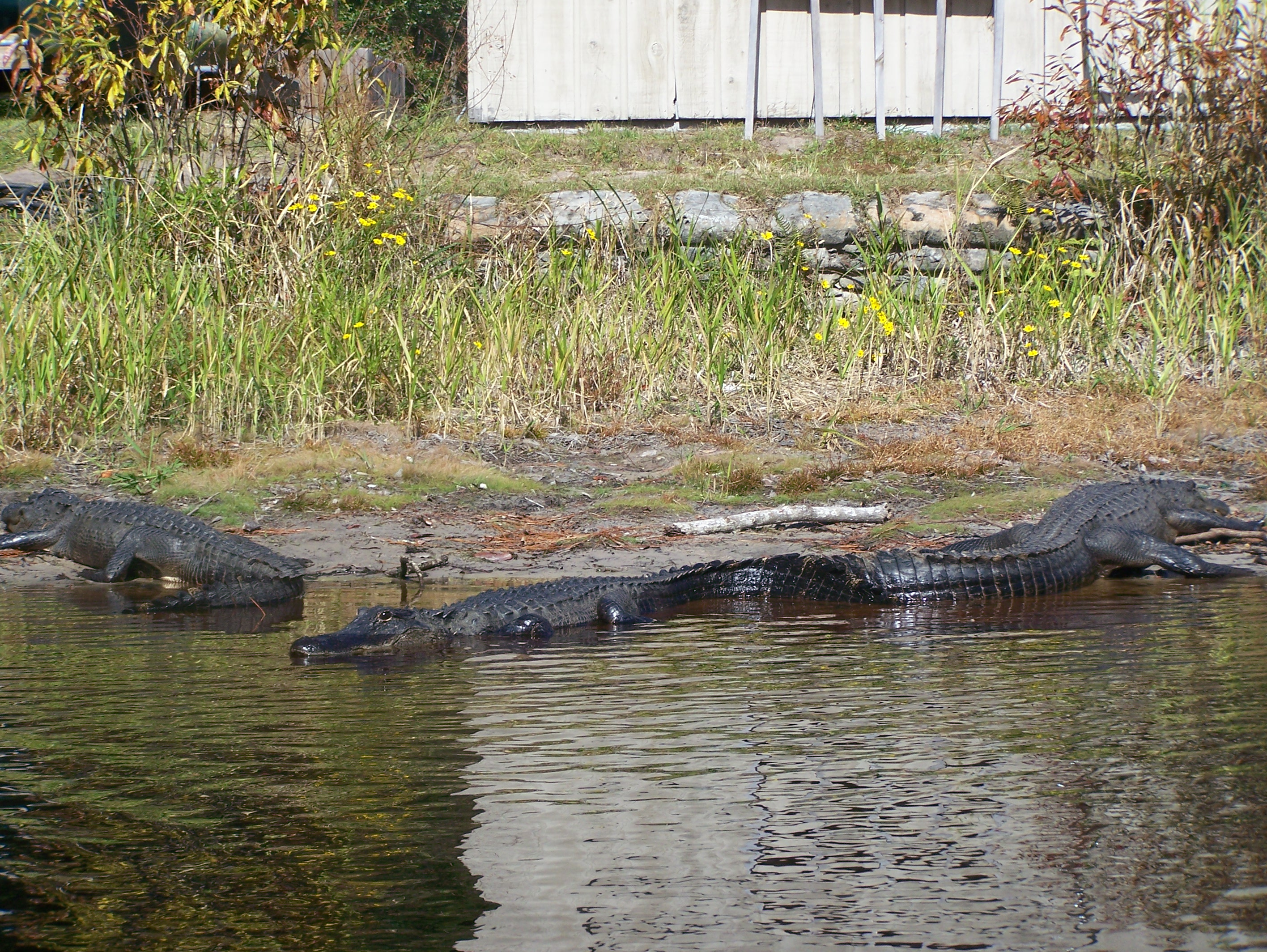
Alligatori si riposano sulle rive delle paludi.

Si tratta delle più grandi paludi di torba di «acque nere» dell'America del Nord, formatosi negli ultimi 6500 anni per accumulazione della torba in un bacino poco profondo, sul bordo di un'antica brughiera costiera atlantica, reliquia geologica di un estuario del Pleistocene. La palude è delimitata dal Trail Ridge, un'alta striscia di terra,  formatasi originariamente come dune costiere. I fiumi Saint Marys e Suwannee  provengono entrambi dalla palude. Il Suwannee parte dal cuore della palude e drena almeno il 90 % delle acque  verso il Golfo del Messico a sud-ovest. Il Saint Marys, che drena solo dal 5 al 10 % dell'estremità sud-est delle paludi, scorre lungo il lato ovest del Trail Ridge, poi lo attraversa, prima di girare ad est, verso l'Oceano Atlantico.

Il canale del Suwanee fu scavato attraverso le paludi verso la fine del XIX secolo nel vano tentativo  di bonificare Okefenokee. Dopo il fallimento del tentativo, la maggior parte del territorio venne acquistato dalla famiglia Hebard di Filadelfia, che realizzò la costosa operazione di messa in dimora di cipressi dal 1909 al 1927. Molte altre aziende cercarono, fino al 1942, di realizzare delle ferrovie nella palude, i resti sono ancora visibili oggi tra le acque degli acquitrini. 

### Nella cultura popolare
- Il nome "Okefenokee" è apparso molte volte nella cultura americana, incluso nel fumetto di Walt Kelly Pogo, dove i personaggi realizzano la loro casa nella palude omonima; ed anche in Scooby-Doo.
- Il film del 1941 La palude della morte, diretto da Jean Renoir, con Walter Brennan e Walter Huston, basato sul romanzo di Vereen Bell, venne girato ad Okefenokee vicino a Waycross, Georgia.
- Il film del 1952 Prigionieri della palude, remake de La palude della morte, con Jeffrey Hunter, Walter Brennan e Jean Peters, venne anch'esso girato ad Okefenokee.
- Nel 1973, Okefenokee venne menzionata nel film McKlusky, metà uomo metà odio, con Burt Reynolds nel ruolo di Robert "Gator" McKlusky.
- Nel 1993, vennero effettuate ad Okefenokee varie riprese per la realizzazione della serie documentaristica Il pianeta dei dinosauri, di Piero ed Alberto Angela.
- Nell'album Stratosfear dei Tangerine Dream del 1976, si trova il brano 3am At the Border of the Marsh From Okefenokee.

## Vita selvaggia
Le paludi di Okefenokee è il luogo di vita di molte specie di uccelli marini, come l'airone, l'ibis o le gru, benché le popolazioni variano in funzione del livello delle acque. Okefenokee è celebre soprattutto per i suoi numerosi alligatori americani e per il raro orso nero della Florida (Ursus americanus floridanus).

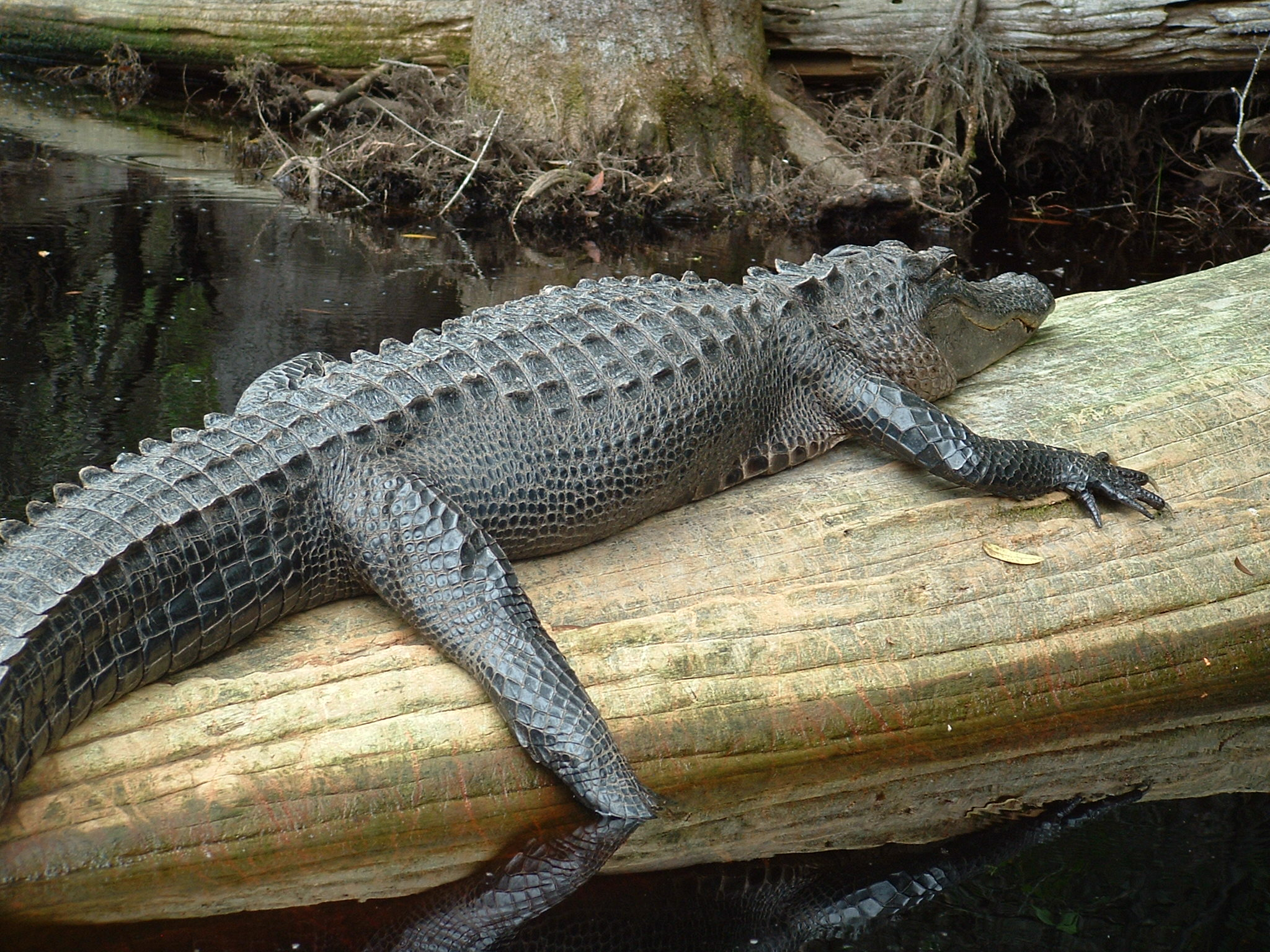
Un alligatore sdraiato su di un tronco ad Okefenokee.

## L'operazione Miniera di titanio della DuPont
La compagnia DuPont aveva progettato un'operazione di estrazione di titanio, che sarebbe dovuta durare 50 anni, e che sarebbe dovuta iniziare nel 1997. Ma le proteste ed una forte opposizione da parte dei privati e del governo, che paventavano effetti  probabilmente disastrosi sull'ambiente, fecero abbandonare il progetto nel 2000. Nel 2003, la DuPont rese i 16 000 acri (65 km²) che aveva comprato al fondo di conservazione.